# Karmelitenkirche (Przemyśl)

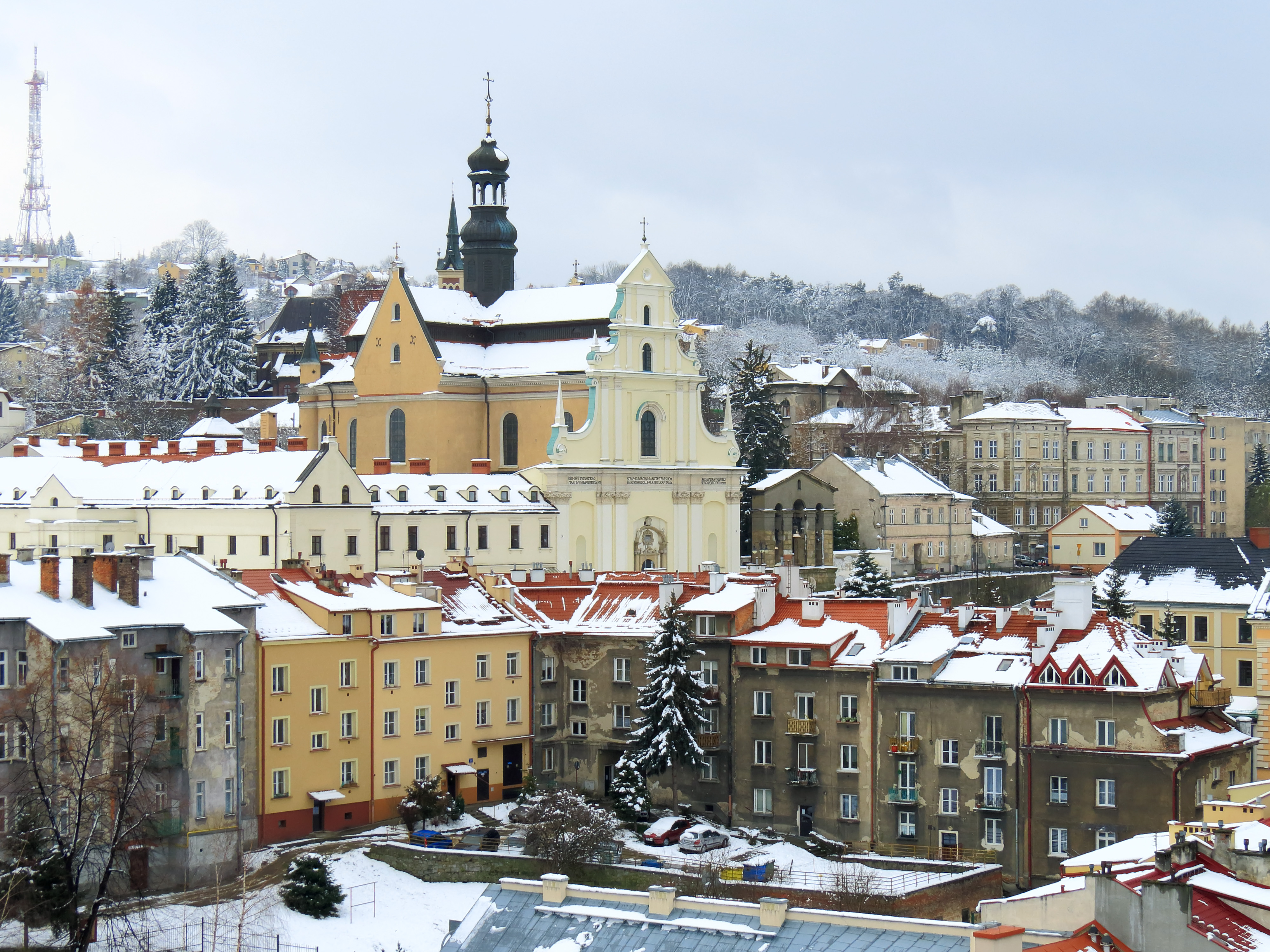
Blick vom Uhrturm

Die Karmelitenkirche (poln. Kościół Karmelitów bosych) ist eine römisch-katholische Kirche an der ul. Karmelicka 1a in der Altstadt von Przemyśl.

## Geschichte
Die Kirche wurde mit dem dazu gehörenden Karmelitenkloster in den Jahren 1620 bis 1630 im Stil des Frühbarock von Galeazzo Appiani erbaut und zu Ehren von Teresa von Ávila geweiht. Kirche und Kloster wurden von Marcin Krasicki gestiftet. Aufgrund der Josephinischen Reformen wurde das Kloster 1784 aufgelöst und die Ordensbrüder siedelten in das Karmelitenkloster Zagórz über. Die Kirche wurde danach von den griechisch-katholischen Bürgern von Przemyśl genutzt. 1946 kamen die Karmeliten in das Kloster zurück und nutzten auch wieder die Kirche.